# ARM (processorarkitektur)
 For alternative betydninger, se arm (flertydig). (Se også artikler, som begynder med arm)
ARM, tidligere Advanced RISC Machines og endnu tidligere Acorn RISC Machine, er en RISC-mikroprocessorarkitektur. ARM-arkitekturen er den mest anvendte 32-bit-arkitektur efter antal producerede enheder. I 2011 blev ARMv8-A arkitekturen udgivet med support for 64-bit adresserum og 64-bit aritmetik med dets nye 32-bit instruktionssæt med fast længde.
ARM-processoren var en af de første RISC-processorer og var fra starten kraftfuld; det var muligt at udføre en instruktion for hver anden klokcyklus. ARM-processoren har en særlig "ren" RISC-implementation og den anses for at være en af de mest elegante moderne mikroprocessorer. Den bliver anvendt i de udbredte ARM mikrocontrollere.
En af meddesignerne af ARM-arkitekturen er Steve Furber, som har fået en Britisk ærestitel. 
ARM1 og ARM2 var og er sikkert de mindste CPUer med 32 bit databus der findes. De blev udviklet i perioden 1984-1987. ARM1 og ARM2 har kun hhv. 25.000 og 30.000 transistorer, hvilket er medvirkende til det særligt lave energiforbrug. Motorolas ældre 16/32-bit-processor 68000 har til sammenligning 68.000 transistorer.
ARM2 blev anvendt i Acorn Archimedes PCen, som kunne købes fra 1987.
Intels xScale anvender ARM-arkitekturen.

## ARM-kerner
| Arkitektur | Kerne bit-bredde | Kerneapplikation | Kerneapplikation | Profil          | Refe- rencer                              |
| Arkitektur | Kerne bit-bredde | Arm Ltd. | Tredjepart | Profil          | Refe- rencer                              |
| ---------- | ---------------- | --- | --- | --------------- | ----------------------------------------- |
| ARMv1      | 32               | ARM1 | | Klassisk        | [ a 1 ]                                   |
| ARMv2      | 32               | ARM2, ARM250, ARM3 | Amber, STORM Open Soft Core | Klassisk        | [ a 1 ]                                   |
| ARMv3      | 32               | ARM6, ARM7 | | Klassisk        | [ a 2 ]                                   |
| ARMv4      | 32               | ARM8 | StrongARM, FA526, ZAP Open Source Processor Core | Klassisk        | [ a 2 ] [ 5 ]                             |
| ARMv4T     | 32               | ARM7TDMI, ARM9TDMI, SecurCore SC100                                                                                                | | Klassisk        | [ a 2 ]                                   |
| ARMv5TE    | 32               | ARM7EJ, ARM9E, ARM10E | XScale, FA626TE, Feroceon, PJ1/Mohawk | Klassisk        |                                           |
| ARMv6      | 32               | ARM11 | | Klassisk        |                                           |
| ARMv6-M    | 32               | ARM Cortex-M0, ARM Cortex-M0+, ARM Cortex-M1, SecurCore SC000                                                                      | | Mikrocontroller |                                           |
| ARMv7-M    | 32               | ARM Cortex-M3, SecurCore SC300 | Apple M7 motion coprocessor | Mikrocontroller |                                           |
| ARMv7E-M   | 32               | ARM Cortex-M4, ARM Cortex-M7 | | Mikrocontroller |                                           |
| ARMv8-M    | 32               | ARM Cortex-M23, ARM Cortex-M33 | | Mikrocontroller | [ 8 ]                                     |
| ARMv8.1-M  | 32               | ARM Cortex-M55, ARM Cortex-M85 | | Microcontroller | [ 9 ]                                     |
| ARMv7-R    | 32               | ARM Cortex-R4, ARM Cortex-R5, ARM Cortex-R7, ARM Cortex-R8                                                                         | | Realtid         |                                           |
| ARMv8-R    | 32               | ARM Cortex-R52 | | Realtid         | [ 10 ] [ 11 ] [ 12 ]                      |
| ARMv8-R    | 64               | ARM Cortex-R82 | | Realtid         |                                           |
| ARMv7-A    | 32               | ARM Cortex-A5, ARM Cortex-A7, ARM Cortex-A8, ARM Cortex-A9, ARM Cortex-A12, ARM Cortex-A15, ARM Cortex-A17                         | Qualcomm Scorpion/Krait, PJ4/Sheeva, Apple Swift (Apple A6, Apple A6X) | Applikation     |                                           |
| ARMv8-A    | 32               | ARM Cortex-A32 | | Applikation     |                                           |
| ARMv8-A    | 64/32            | ARM Cortex-A35, ARM Cortex-A53, ARM Cortex-A57, ARM Cortex-A72, ARM Cortex-A73                                                     | X-Gene, Nvidia Denver 1/2, Cavium ThunderX, AMD K12, Apple Cyclone (Apple A7)/Typhoon (Apple A8, Apple A8X)/Twister (Apple A9, Apple A9X)/Hurricane+Zephyr (Apple A10, Apple A10X), Qualcomm Kryo, Samsung M1/M2 ("Mongoose") /M3 ("Meerkat") | Applikation     | [ 19 ] [ 20 ] [ 21 ] [ 22 ] [ 23 ] [ 24 ] |
| ARMv8-A    | 64               | ARM Cortex-A34 | | Applikation     |                                           |
| ARMv8.1-A  | 64/32            | | Cavium ThunderX2 | Applikation     | [ 26 ]                                    |
| ARMv8.2-A  | 64/32            | ARM Cortex-A55, ARM Cortex-A75, ARM Cortex-A76, ARM Cortex-A77, ARM Cortex-A78, ARM Cortex-X1, ARM Neoverse N1                     | Nvidia Carmel, Samsung M4 ("Cheetah"), Fujitsu A64FX (ARMv8 SVE 512-bit) | Applikation     | [ 30 ] [ 31 ] [ 32 ]                      |
| ARMv8.2-A  | 64               | ARM Cortex-A65, ARM Neoverse E1 med samtidig multithreading (SMT), ARM Cortex-A65AE                                                | Apple Monsoon+Mistral (Apple A11) (September 2017) | Applikation     |                                           |
| ARMv8.3-A  | 64/32            | | | Applikation     |                                           |
| ARMv8.3-A  | 64               | | Apple Vortex+Tempest (Apple A12, Apple A12X, Apple A12Z), Marvell ThunderX3 (v8.3+) | Applikation     |                                           |
| ARMv8.4-A  | 64/32            | | | Applikation     |                                           |
| ARMv8.4-A  | 64               | ARM Neoverse V1 | Apple Lightning+Thunder (Apple A13), Apple Firestorm+Icestorm (Apple A14, Apple M1) | Applikation     |                                           |
| ARMv8.5-A  | 64/32            | | | Applikation     |                                           |
| ARMv8.5-A  | 64               | | | Applikation     |                                           |
| ARMv8.6-A  | 64               | | Apple Avalanche+Blizzard (Apple A15, Apple M2), Apple Everest+Sawtooth (Apple A16), Apple Coll (Apple A17), Apple Ibiza/Lobos/Palma (Apple M3)                                                                                                | Applikation     |                                           |
| ARMv8.7-A  | 64               | | | Applikation     | [ 36 ]                                    |
| ARMv8.8-A  | 64               | | | Applikation     |                                           |
| ARMv8.9-A  | 64               | | | Applikation     |                                           |
| ARMv9.0-A  | 64               | ARM Cortex-A510, ARM Cortex-A710, ARM Cortex-A715, ARM Cortex-X2, ARM Cortex-X3, ARM Neoverse E2, ARM Neoverse N2, ARM Neoverse V2 | | Applikation     | [ 37 ] [ 38 ]                             |
| ARMv9.1-A  | 64               | | | Applikation     |                                           |
| ARMv9.2-A  | 64               | ARM Cortex-A520, ARM Cortex-A720, ARM Cortex-X4, ARM Neoverse V3, ARM Cortex-X925, ARM Cortex-A320                                 | Apple Donan/BravaChop/Brava (Apple M4), Apple Tupai/Tahiti (Apple A18) | Applikation     |                                           |
| ARMv9.3-A  | 64               | TBA | | Applikation     | [ 43 ]                                    |
| ARMv9.4-A  | 64               | TBA | | Applikation     | [ 44 ]                                    |
| ARMv9.5-A  | 64               | TBA | | Applikation     | [ 45 ]                                    |
| ARMv9.6-A  | 64               | TBA | | Applikation     | [ 46 ]                                    |

1. 1 2  Selvom de fleste cpu-busbredder og CPU-registre i de tidlige ARM-processorer var 32-bit, var adresserbar hukommelse begrænset til 26 bit; hvor de øvre bits derefter blev brugt til statusflag i programtællerregisteret.
2. 1 2 3  ARMv3 inkluderede en kompatibilitetstilstand til at understøtte 26-bit adresser fra tidligere versioner af arkitekturen. Denne kompatibilitetstilstand var valgfri i ARMv4 og fjernet helt i ARMv5.